# Fredrika Limnell
Fredrika Limnell Svendbom (* 14. Juli 1816 in Härnösand; † 12. September 1892 in Stockholm) war eine schwedische Philanthropin und Frauenrechtlerin.

## Leben
Fredrika Limnell war die Tochter des Hochschullehrers Olof Fredrik Forssberg und der Catharina Margareta Svedbom. In erster Ehe war sie verheiratet mit ihrem Cousin, Per Erik Svedbom, Rektor an einer Grundschule in Stockholm und im letzten Lebensjahr Redakteur beim Aftonbladet. Sie hatten zwei Söhne, Vilhelm Svedbom und Erik, der an einer Funktionseinschränkung litt. Nachdem ihr erster Gatte 1857 an Cholera verstorben war, heiratete sie 1860 den Abteilungsleiter der Schwedischen Eisenbahn, Carl Abraham Limnell.

## Philanthropin
Fredrika Limnell war Philanthropin und stellte ihr Haus für gemeinnützige Arbeit zur Verfügung. Ebenso beteiligten sich Fredrika Bremer und Prinzessin Eugénie an ihrer Arbeit zu sozialen Fragen. Fredrika Limnell war Mitglied in mehreren Vereinigungen, die sich mit der Verbesserung der Lebensumstände von Frauen befassten, und wurde zu einer der zentralen Pesonen in einem Netzwerk von Frauen und Männern, die sich für Frauenrechte einsetzten. Zu ihren besten Freunde zählten unter anderen Sophie Adlersparre (Esselde), Anna Hierta-Retzius, Ebba Lind von Hageby, Rosalie Olivecrona, Eva Fryxell, Pontus Wikner und Erik Gustaf Geijers Tochter Agnes Hamilton.
Limnell war Gründungsmitglied der Fredrika-Bremer-Vereinigung, für die sie im Herbst 1884 zusammen mit Sophie Adlersparre, Ellen Anckarsvärd, Ellen Fries, Hans Hildebrand und Gustaf Sjöberg die Gründungseinladung mitverfasste und unterschrieb. Außerdem war sie Mitglied des provisorischen Frauenausschusses zur Gründung des Schwedischen Roten Kreuzes 1864–1865.
Wifstavarfs AB, Svedbom-Hellzéns Familienbetrieb, erwirtschaftete ansehnliche Gewinne, was Fredrika Limnell erlaubte, die Frauenbewegung großzügig zu unterstützen. Sie hatte nie eine öffentliche Position inne, unterstützte aber deren Arbeit finanziell, kulturell und sozial. Sie bestritt einen großen Teil von Fredrika Bremers Reise von Italien nach Palästina. Im Hause Sophie Adlersparres hörte sie die ersten Kapitel der Gösta Berlings saga und trug mit finanzieller Unterstützung dazu bei, dass Selma Lagerlöf das Werk vollenden konnte.

## Villa Lyran

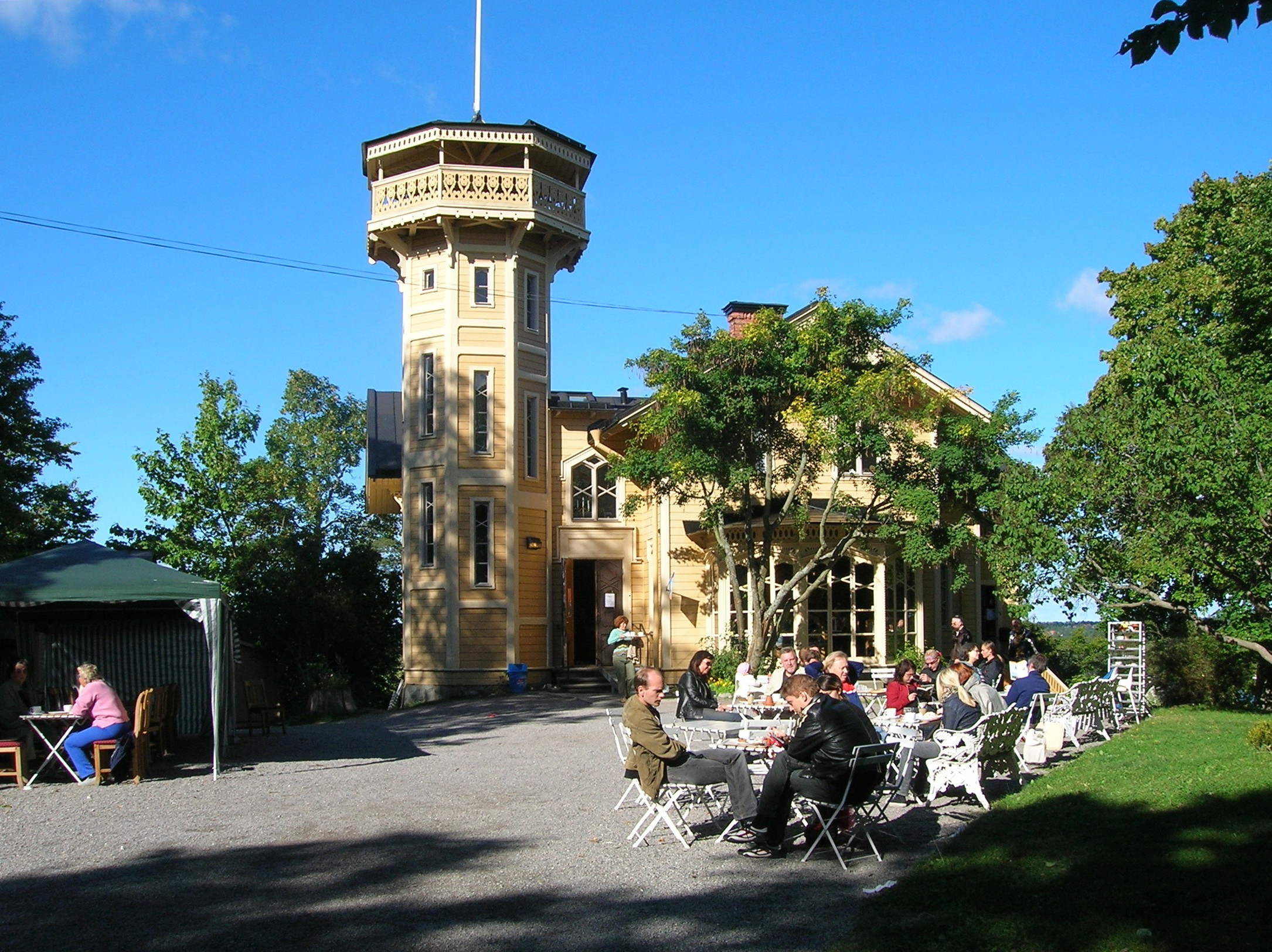
Lyran ist ein Sommersitz, erbaut 1867 beim Mälaren.

Mit ihrem zweiten Mann Carl Limnell baute Fredrika Limnell 1867 eine exklusive Sommervilla im Schweizerstil mit Aussicht über den Mälaren. Das Haus liegt bei der damals sogenannten Leopolds Lyra im heutigen Stockholmer Stadtteil Bredäng. Dort, in der unbebauten Abgeschiedenheit, mischte sich damaliger Luxus mit zum Teil außergewöhnlichen Konstruktionen, wie zum Beispiel dem Turmdach, das angehoben und abgesenkt werden konnte. In einer Waldlichtung stand, einer Theaterdekoration gleich, eine riesige, vergoldete Lyra aus behauenem Holz. Die Lyra wurde 1941 an derselben Stelle neu erbaut.
Das Ehepaar Limnell lud in den Sommermonaten die damalige Prominenz aus Literatur, Musik und bildender Kunst zu ihren Festen zu Ehren der Lyra (Kolfej på lyra) auf ihr Anwesen ein.  Jenny Lind, Gunnar Wennerberg, Victoria Benedictsson, der Dichter Carl Snoilsky, Carl David af Wirsén, der Komponist Emil Sjögren, die Sängerin Kristina Nilsson de Casa Miranda, Selma Lagerlöf, Bjørnstjerne Bjørnson und Henrik Ibsen waren nur einige derer, die Lyran besuchten. Der Nobelpreisträger Henrik Ibsen schrieb in dem Gedicht Ballonbrev til en svensk dame sogar eine Strophe über das Haus.
Zu diesen Anlässen soll Frederika Limnell aus dem noch unveröffentlichten Werk Vallfart och vandringsår des damals noch unbekannten Verner von Heidenstam vorgelesen haben. Lyran wurde so berühmt, dass sich sogar Oscar II zu einem Besuch veranlassen ließ. Die Schriftstellerin Lotten Dahlgren war häufig zu Gast auf Lyran und schrieb 1912 das Buch Lyran über das Leben in der Villa. Im Herbst und Winter stellten die Limnells ihren Salon in Gustaf Horns palats („Gustaf Horns Palast“), einem Wohnhaus an der Fredsgatan 2 in Stockholm, für ihre literarischen und musikalischen Zusammenkünfte zur Verfügung.
Heute befindet sich eine Konditorei mit Gastronomiebetrieb in dem Gebäude.

## Weitere Tätigkeiten
Fredrika Limnell war von 1874 bis 1892 stellvertretende Vorsitzende des wohltätigen Pflegeheims Eugeniahemmet. Sie engagierte sich in der Föreningen för gift kvinnas äganderätt, einer Vereinigung, die sich für die Rechte verheirateter Frauen einsetzte, und in der Föreningen för sinneslösa barns vård, einer Vereinigung für die Pflege von Kindern mit geistigen oder körperlichen Einschränkungen.
Durch ihr Engagement für die Rechte der Frau unterstützte Fredrika Limnell unter anderem in aktiver oder finanzieller Form die folgenden Tätigkeiten:
- die Frauenzeitschrift Tidskrift för Hemmet 1859
- den Ausbildungskurs für Frauen Lärokurs för fruntimmer
- Sonntags- und Abendschulen für Mädchen 1863[11]
- das Schreibbüro Renskrivningsbyrån, 1864[12]
- den Ausbildungskurs für Frauen Jenny Rossanders Lärokurs för fruntimmer, 1865
- Stockholms läsesalong 1867[13]
- Fredrika-Bremer-Vereinigung (Fredrika-Bremer-Förbundet) ab 1884